# ユガ
ユガ(Yuga)は、インド哲学において、循環する4つの時期からなる「時代」の名前である。4つの時期とはサティヤ・ユガ、トレーター・ユガ、ドヴァーパラ・ユガ、そして最後にカリ・ユガである。4ユガを合わせたものが大ユガ（432万年）。千の大ユガをカルパ（劫）といい、梵天（ブラフマー）の昼（夜）にあたる。ヒンドゥー教の宇宙観によると、宇宙の生命は41億年から82億年のサイクルで創造、破壊される。ブラフマー自身の寿命は、311兆400億年である。サイクルは季節のように繰り返すと言われる。また春夏秋冬のように、それぞれのユガは段階を持ち、徐々に移り変わって行く。黄金時代から暗黒時代へのサイクルは、太陽系が別の恒星の回りを公転しているためだと言われる。

## 4つのユガの期間
ユガについて記載された最も古い文献の1つであるマヌ法典には、その長さは4,800年+3,600年+2,400年+1,200年の合計12,000年で、1サイクルには24,000年を要すると記載されている。ここでは、太陽年より長いデーヴァの時間については触れられておらず、The Holy Scienceの記述と一致する。しかし、バーガヴァタ・プラーナに基づく、より最近の解釈では、サティヤ、トレーター、ドヴァーパラ、カリの期間は、それぞれデーヴァにとっての4,800年、3,600年、2,400年、1,200年と等しいとされ、さらにデーヴァにとっての1年間は人間にとっての360年間と等しいとされる。即ち、サティヤ・ユガは4,800×360=1,728,000年、トレーター・ユガは3,600×360=1,296,000年、ドヴァーパラ・ユガは2,400×360=864,000年、カリ・ユガは1,200×360=432,000年となる(Śrīmad Bhāgavatam 3.11.19) 。4つのユガの期間の長さは、4:3:2:1の比になっている。
| ユガ               | 人間の年     | 比 |
| ------------------ | ------------ | -- |
| サティヤ・ユガ     | 1,728,000 年 | 4  |
| トレーター・ユガ   | 1,296,000 年 | 3  |
| ドヴァーパラ・ユガ | 864,000 年   | 2  |
| カリ・ユガ         | 432,000 年   | 1  |

それぞれの期間においては、法や徳、知恵、知識、知力、寿命、感情や肉体の強さが徐々に低下していく。
- サティヤ・ユガ - 徳が支配する時代であり、人間の平均身長は21キュービット、平均寿命は400年になる。
- トレーター・ユガ - 徳が4分の3、罪が4分の1を占める。人間の平均身長は14キュービット、平均寿命は300年になる。
- ドヴァーパラ・ユガ - 徳が2分の1、罪が2分の1を占める。人間の平均身長は7キュービット、平均寿命は200年になる。
- カリ・ユガ - 徳が4分の1、罪が4分の3を占める。人間の平均身長は3.5キュービット、平均寿命は100年になる。

ユガにおける1サイクルは24,000であり、分点の歳差運動との誤差はわずか7%とほぼ等しい。この現象は恒星が1年に約50秒ずつ天空を逆行する現象として観測され、ミランコビッチ・サイクルとして知られる暖期と寒期の周期を作り出す。